# Procecidocharoides
Procecidocharoides este un gen de muște din familia Tephritidae.

Cladograma conform Catalogue of Life:
| Procecidocharoides | \| \| Procecidocharoides flavissima \| \| \| \| \| \| Procecidocharoides penelope \| \| \| \| \| \| Procecidocharoides pullata \| \| \| \| |
|                    | \| \| Procecidocharoides flavissima \| \| \| \| \| \| Procecidocharoides penelope \| \| \| \| \| \| Procecidocharoides pullata \| \| \| \| |
|                    | Procecidocharoides flavissima |
|                    | |
|                    | Procecidocharoides penelope |
|                    | |
|                    | Procecidocharoides pullata |
|                    | |